# Frajna Imre
Frajna Imre (Budapest, 1964. november 28.– ) politikus.

## Élete
1988-ban orvostanhallgatóként került kapcsolatba a Fiatal Demokraták Szövetségével, egyik alapítója volt a Fidesz Medikus Csoportjának, amelynek egyik fő eredménye volt, hogy elérték az orvosi eskü szövegének megváltoztatását.
Az 1990-es országgyűlési választáson a Fidesz országos listáján bejutott a parlamentbe, majd a következő évben, 1991-ben a Semmelweis Orvostudományi Egyetemen orvosi diplomáját is megszerezte.
1998-ban ismét parlamenti mandátumot szerzett, ezúttal egyéni képviselő-jelöltként, Pest megye 10-es számú, pilisvörösvári székhelyű választókerületében, a Fidesz – Magyar Polgári Párt színeiben. 1999 júniusától 2000. december 31-éig a Pénzügyminisztérium politikai államtitkára. 2001 januárjától kezdve öt hónapon át a Miniszterelnöki Hivatal politikai államtitkára volt.
2002-ben Pest megye 10-es választókerületében újra mandátumot szerzett Fidesz–MDF-jelöltjeként.